# Simms (Montana)
Simms és una concentració de població designada pel cens dels Estats Units a l'estat de Montana. Segons el cens del 2000 tenia 373 habitants.

## Demografia
Segons el cens del 2000, Simms tenia 373 habitants, 148 habitatges, i 103 famílies. La densitat de població era de 18,7 habitants per km².
Dels 148 habitatges en un 25,7% hi vivien nens de menys de 18 anys, en un 61,5% hi vivien parelles casades, en un 4,7% dones solteres, i en un 30,4% no eren unitats familiars. En el 25,7% dels habitatges hi vivien persones soles l'11,5% de les quals corresponia a persones de 65 anys o més que vivien soles. El nombre mitjà de persones vivint en cada habitatge era de 2,52 i el nombre mitjà de persones que vivien en cada família era de 3,06.
Per edats la població es repartia de la següent manera: un 27,1% tenia menys de 18 anys, un 4,3% entre 18 i 24, un 20,4% entre 25 i 44, un 29,5% de 45 a 60 i un 18,8% 65 anys o més.
L'edat mediana era de 44 anys. Per cada 100 dones de 18 o més anys hi havia 101,5 homes.
La renda mediana per habitatge era de 28.333 $ i la renda mediana per família de 32.500 $. Els homes tenien una renda mediana de 31.875 $ mentre que les dones 20.714 $. La renda per capita de la població era d'11.758 $. Aproximadament el 15,9% de les famílies i el 25,4% de la població estaven per davall del llindar de pobresa.

## Poblacions més properes
El següent diagrama mostra les poblacions més properes.